# Arthur Defensor sr.
Arthur Defensor sr. (Mina, 25 december 1941) is een Filipijns politicus. Defensor sr. was van 1992 tot 2001 gouverneur van de provincie Iloilo en van 2001 tot 2010 lid van het Filipijns Huis van Afgevaardigden. In 2010 werd Defensor opnieuw gekozen tot gouverneur van Iloilo, waarna hij in 2013 en 2016 werd herkozen.

## Biografie
Arthur Defensor sr. werd geboren op 25 december 1941 in Mina in de Filipijnse provincie Iloilo. Zijn ouders waren Santiago Defensor en Lourdes Doligosa. Na het behalen van zijn Associate of Arts-diploma aan de University of the Philippines in Iloilo City in 1959 studeerde Defensor rechten aan dezelfde universiteit op de vestiging in Quezon City. In 1963 behaalde hij er zijn bachelor-diploma rechten. Het jaar erna slaagde hij bovendien voor het toelatingsexamen (bar exam) voor de Filipijnse balie. Na zijn afstuderen was Defensor tot 1984 werkzaam als advocaat en senior partner van Enojas and Defensor Law Offices. Ook doceerde hij van 1964 tot 1979 rechten aan de University of the Philippines. Van 1974 tot 1979 gaf hij tevens les aan de Central Philippine University. 
Zijn politieke carrière begon toen hij op 26-jarige leeftijd werd hij gekozen tot burgemeester van zijn geboorteplaats Mina. Later was Defensor van 1984 tot 1986 lid van de Batasang Pambansa. Na de val van Ferdinand Marcos tijdens de EDSA-revolutie werd hij in 1986 door opvolger Corazon Aquino benoemd tot onderminister van onderwijs. In 1987 nam hij ontslag, nadat hij was gekozen als een van de senaatskandidaten van de regeringscoalitie van Corazon Aquino. Hij kreeg echter te weinig stemmen om een van de 24 beschikbare zetels in de Filipijnse Senaat te bemachtigen. Vijf jaar later werd Defensor bij de verkiezingen van 1992 wel gekozen tot gouverneur van zijn geboorteprovincie Iloilo. Na twee succesvolle herverkiezingen stelde hij zich in 2001 namens het 3e kiesdistrict van Iloilo met succes kandidaat voor een zetel in het Filipijns Huis van Afgevaardigden. Bij de verkiezingen van 2004 en die van 2007 werd Defensor herkozen. Na zijn laatste termijn werd hij bij de verkiezingen van 2010 weer gekozen tot gouverneur van de provincie Iloilo. Bij de verkiezingen van 2013 en die van 2016 werd Defensor herkozen.
Defensor sr. is getrouwd met Cossette Rivera. Samen kregen ze drie kinderen. Zijn zoon Arthur Defensor jr. werd ook gekozen als lid van het Huis van Afgevaardigden. Defensor sr. is een neef van senator Miriam Defensor-Santiago.